# Фантастика Австрії
Австрійська фантастика — фантастична австрійська література німецькою мовою, яку слід розглядати як частину німецької літератури.

## Історія
На зламі століть Відень був справжньою лабораторією для багатьох ідей Нового часу, від психоаналізу і логічного позитивізму до музики, мистецтва і літератури: тут народилися Зигмунд Фрейд, Людвіг Вітгенштейн, Ґустав Малер, Арнольд Шенберг, Густав Клімт, Еґон Шіле, Артур Шніцлер, Карл Краус і так далі. Хоча колишня Австро-Угорська імперія дала багато письменників, важливих для фантастичної літератури (зокрема, Ґустав Майрінк, Фріц фон Герцмановський-Орландо і Лео Перутц), її внесок у фантастику був досить скромним. Щоправда, є одна утопія, яка стала реальністю: сіонізм Теодора Герцля (1860-1904) і його прагнення до заснування батьківщини для євреїв знайшли літературне вираження в романі «Стара нова земля» (нім. «Altneuland»; 1902). Утопія вузького соціально-політичного характеру — «Австрія у 2020 році» (нім. «Osterreich im Jahre 2020»; 1893) Йозефа фон Нойпауера. Утопії «Вільна земля» (нім. «Freiland»; 1890) та її продовження «Поїздка на Вільну землю» (нім. «Eine Reise nach Freiland»; 1893) економіста Теодора Герцки мали міжнародний успіх, хоча утопії першої жінки-лауреата (1905) Нобелівської премії миру баронеси Берти фон Саттнер, такі як «Коли думки злетять: Роман з найближчого майбутнього» (нім. «Der Menschheit Hochgedanken: Roman aus der nächsten Zukunft»; 1911), не знайшли великого резонансу. Людвіг Гірш, під псевдонімом Людвіг Гевесі (1843-1910) написав «Дивовижну подорож Мацека між Константинополем і Сан-Франциско» (нім. «MacEck's sonderbare Reise zwischen Konstantinopel und San Francisco»; 1901), а також гумористичні замальовки пригод Жуля Верна в раю і пеклі у збірці «П'ятий вимір» (нім. «Die fünfte Dimension»; 1906). Гевесі був колекціонером утопічної літератури, і після його смерті його бібліотека була каталогізована антикварною книгарнею як «Бібліотека утопізму» (нім. «Bibiotheca Utopistica»; 1977), що стало першим подібним переліком німецькою мовою. В «Усередині імперії гомункулів» (нім. «Im Reiche der Homunkuliden»; 1910) Рудольфа Гавеля (1860-1923), ще одного гумориста, його головний герой професор Вораус потрапляє у 3907 рік, де він стикається зі світом безстатевих роботів.
Цікавою історією про війну майбутнього є анонімний «Наша боротьба за літери» (нім. «Unser letter Kampf»; 1907), який описує, як Австро-Угорська імперія гине в героїчній боротьбі проти сербів, італійців і росіян. Серед творів Карла Ганса Штробля та Ґустава Майрінка є окремі фантастичні оповідання. Великий, розлогий роман Штробля «Елеабал Куперус» (нім. «Eleagabal Kuperus»; 1910) — це апокаліптичне бачення боротьби між добрим і злим началами, що включає науково-фантастичну спробу Лиходія позбавити людство кисню; його «Привиди на болоті» (нім. «Gespenster im Sumpf»; 1920) — націоналістична, антисоціалістична та антисемітська розповідь про приреченість Відня, і, безумовно, ближча до фантастики, ніж візіонерський роман великого ілюстратора Альфреда Кубіна (1877-1959) «Інша сторона» (нім. «Die andere Seite»; 1909).
У цей час важлива робота велася на периферії фантастики. Високе місце у світовій літературі посідають метафізичні притчі Франца Кафки, одного з групи єврейських письменників з Праги, які писали німецькою мовою, до якої входили також Макс Брод (1884-1968), Лео Перутц і Франц Верфель, який написав свою духовну утопію «Зірка ненароджених» (нім. «Stern der Ungeborenen»; 1946) під час вигнання в США. Тексти Кафки поєднують тотальну ясність прози з відчуттям такої ж тотальної непроникності світу в цілому, який зазвичай сприймається як такий, що має тоталітарно-бюрократичний характер, як у «Процес» (нім. «Der Prozess»; 1925). Оповідання «У виправній колонії» (нім. «In der Strafkolonie»; 1919) можна вважати передчуттям нацистських концентраційних таборів. Також слід відзначити письменника-експресіоніста Роберта Мюллера (1887-1924), чий «Камера-обскура» (нім. «Camera Obscura»; 1921) є багаторівневим футуристичним романом-містерією. Два фантастичні романи великого письменника Лео Перутца можна віднести до психоделічної фантастики: «Володар останнього дня» (нім. «Der Meister des Jüngsten Tages»; 1923) і «Сніг Святого Петра» (нім. «St Petri Schnee»; 1933). Обидва містять наркотики, що змінюють свідомість. Книги мають галюцинаторну якість, і в цей час Перутц переживає відродження.
Знайомим Перутца був Освальд Леветт (1884-1942), віденський єврейський адвокат, який помер по дорозі до нацистського табору знищення в Малому Тростенці (поблизу Мінська) у жовтні 1942 року. Два його науково-фантастичні романи нещодавно були перевидані. «Загублений у часі» (нім. «Verirrt in den Zeiten»; 1933) — роман-подорож у часі про подорож у часи Тридцятилітньої війни та невдалу спробу змінити історію; як і у творах Перутца, чим більше герої намагаються змінити свою долю, тим більше вони застрягають у ній. «Папіліо Маріпоса» (нім. «Papilio Mariposa»; 1935) можна прочитати як фантастичну алегорію долі євреїв: потворна і дивна людина перетворюється на метелика-вампіра; почуття неповноцінності та прагнення до фантастичної гармонії з ворожим оточенням призводять до трагедії. У «Місті без євреїв» (нім. «Die Stadt ohne Juden»; 1925) іншого єврейського письменника, Г'юґо Беттоера, вигнані євреї нарешті повертаються, щоб відновити процвітання міста. Отто Сойка (1882-1955), свого часу автор бестселерів, а нині забутий письменник, написав роман про хімічну речовину, яка впливає на сновидіння людей: «Батіг сновидінь» (нім. «Die Traumpeitsche»; 1921).
Після Другої світової війни Еріх Долезал (1902-1990) написав серію з десятка вдалих, хоча й жорстко дидактичних і нудних юнацьких творів про ракетобудування, починаючи з «RS 11: Безшумний» (нім. «RS 11 schweigt»; 1953). Дещо кращими є дві книги хіміка Фрідріха Гехта (1903-1980), які поєднують космічні подорожі з відкриттями про Атлантиду та цивілізацію на вибухнувшій планеті між Марсом і Юпітером: «Імперія на Місяці» (нім. «Das Reich im Mond»; 1951) і його продовження «Під чарами Альфи Центаври» (нім. «Im Banne des Alpha Centauri»; 1955). Але найкращою австрійською дитячою фантастикою є антиутопія «Убий його!» (нім. «Tötet ihn!»; 1967) Вінфріда Брюкнера. Недовговічними були також «Підводний пірат» (нім. «Der U-Boot-Pirat»; 1951-1952), «Юма» (нім. «Yuma»; 1951), «Зоряна утопія» (нім. «Stern-Utopie»; 1958) та «Уран» (нім. «Uranus»; 1958). Ернст Влчек (1941-2008), професійний письменник з 1970 року, написав сотні романів у цій галузі, особливо для серії про Перрі Родана.
Фізик Герберт Франке, який вважається найважливішим сучасним німецькомовним письменником-фантастом, також є австрійцем. Він розпочав свою кар'єру збіркою з 65 коротких оповідань «Зелена комета» (нім. «Der grüne Komet»; 1960). Його першим романом був «Мережа думок» (нім. «Das Gedankennetz»; 1961). Два інших романи, які були перекладені англійською мовою — «Клітка орхідеї» (нім. «Der Orchideenkäfig»; 1961) та «Нульова зона» (нім. «Zone Null»; 1970). Франке написав більше десятка науково-фантастичних романів, збірок і радіоп'єс, а також редагував низку міжнародних антологій наукової фантастики.
Серед молодих письменників можна назвати фізик Петер Шаттшнайдер (1950-), автор двох збірок «Зупинка часу» (нім. «Zeitstopp»; 1982) і «Сингулярність» (нім. «Singularitäten»; 1984); Маріанна Ґрубер, автор багатьох оповідань і двох антиутопічних романів «Скляна сфера» (нім. «Die gläserne Kugel»; 1981) і «Зупинка» (нім. «Zwischenstation»; 1986) Барбара Нойвірт (1958-), яка пише задумливі фантастичні оповідання, іноді з елементами наукової фантастики, її перша збірка «У садах ночі» (нім. «In den Gärten der Nacht»; 1990) є однією з найкращих за останні роки; та Ернст Петц (1947-) і Курт Брахарц (1947-2020), обидва — автори сатиричних оповідань.
Серед інших австрійських авторів, про яких є статті в цій енциклопедії — Людвіг Антон, Отто Базіль, Карл Брукнер, Вальтер Ейдліц, Йозеф Дельмонт, Еґон Фріделл, Томас Главініч, Ерік фон Кюнельт-Леддін, Яків Лінд, Томас Главініч і Крістоф Рансмайр.
Найважливішим і найцікавішим внеском Австрії в науково-фантастичний кінематограф є пропагандистський фільм «1 квітня 2000» (нім. «1 April 2000»; 1952), режисером якого є Вольфганг Лібенейнер. У 2000 році Австрія все ще була окупована США, СРСР, Францією та Великої Британією. Коли 1 квітня вона проголошує свою незалежність, її звинувачують у порушенні миру. Сили світової поліції, оснащені променями смерті, обрушуються на неї, і в публічному суді вона повинна відстоювати своє право на існування. Це чарівно наївна історична стрічка, знята за підтримки австрійського уряду і з висококласним акторським складом, включаючи Іспанську школу верхової їзди і Віденський філармонічний оркестр.